# Eutheriodon
Eutheriodon is een geslacht van uitgestorven therapsiden, behorend tot de familie Scylacosauridae van de Therocephalia. Het dier leefde in het Midden-Perm in zuidelijk Afrika.

## Fossiele vondsten
Fossielen van Eutheriodon zijn gevonden in de Eodicynodon-faunazone in de Karoo in Zuid-Afrika. De vondsten dateren uit het Wordien.

## Taxonomie
Eutheriodon werd in 2023 beschreven bij een herbeoordeling van de tot dan toe bekende fossielen van Scylacosauridae. Dit taxon werd benoemd voor de oudste fossielen, die aanvankelijk werden toegeschreven aan Glanosuchus en Ictidosaurus.

## Kenmerken
Eutheriodon was een middelgrote vorm uit de Scylacosauridae met een schedel van ongeveer 25 cm lang. Het dier had een lange, smalle snuit en het was een carnivoor.